# Grey Villet
Grey Villet (né le 16 août 1927 à Beaufort West, dans la province du Cap-Occidental, dans le désert du Grand Karoo, en Afrique du Sud et mort le 2 février 2000  à Shushan (en), dans l'État de New York, aux États-Unis) est un photographe et photojournaliste américain d'origine sud-africaine, ayant travaillé pendant plus de trente ans pour le magazine Life.

## Biographie
Né à Beaufort West, dans la province du Cap-Occidental, en Afrique du Sud, en 1927, Grey Villet est le fils d'un médecin. Pour faire plaisir à sa famille, il entreprend, sans conviction, des études de médecine au Cap. Devant le manque d'enthousiasme de leur fils pour ces études, ses parents décident de l'envoyer à Londres, où il s'inscrit dans une école de photographie, mais il n'y reste que quelques mois, et commence à travailler brièvement pour différents journaux. Il décide alors d'aller tenter sa chance à New York, et en 1954, il entre au magazine Life, pour lequel il va travailler pendant plus de trente ans, comme photojournaliste, y menant une carrière qui lui permet d'obtenir un certain nombre de récompenses parmi les plus prestigieuses.
En 1965, Grey Villet publie dans Life trois clichés extraits d'un reportage sur la famille Loving, un couple mixte réunissant Richard Perry Loving, un homme blanc, et sa femme Mildred, une femme de couleur, qui furent condamnés, à la fin des années 1950, pour avoir enfreint les lois de ségrégation raciale en vigueur à l'époque dans l'État de Virginie, interdisant les mariages mixtes. Au terme d'un long combat judiciaire qui aboutit en 1967, à l'arrêt de la Cour suprême des États-Unis portant leur nom, Loving v. Virginia, les époux Loving obtiennent gain de cause devant la Cour suprême, qui décide, dans cet arrêt, l'abrogation de ces discriminations raciales.
Ce travail a fait l'objet,en 2012 d'une exposition, The Loving Story, à l'International Center of Photography (I.C.P) de New York.

## Expositions
- 2012 : The Loving Story[1], International Center of Photography, New York, du 20 janvier au 6 mai

## Livres
- Those whom god chooses, texte de Barbara Villet, introduction Richard Cardinal, Éd. Studio, 1966.  (ISBN 0-67070-548-9) et Thames & Hudson, Londres, 1966
- Barbara Villet, Blood river : the passionate saga of South Africa's Afrikaners and of life in their embattled land, New York, Everest House, 1982, 255 p. (ISBN 0-89696-034-X)
- Over the Edge - A LIFE's work, texte de Barbara Villet, (à paraître)